# Acanthosaura cardamomensis
Acanthosaura cardamomensis es una especie de lagarto del género Acanthosaura, familia Agamidae, orden Squamata.

## Distribución y hábitat
Se distribuye por Asia: Camboya, Tailandia (montañas Cardamomo) y Vietnam (isla Phú Quốc). Suele habitar en zonas montañosas.

## Taxonomía
Fue descrita por Wood, Grismer, Grismer, Neang, Chav & Holden en 2010.
Tratamiento taxonómico
La especie aparece registrada y publicada en A new cryptic species of Acanthosaura Gray, 1831 (Squamata: Agamidae) from Thailand and Cambodia. Zootaxa 2488: 22–38.